# Дзінтарс Кріш'яніс
Дзінтарс Кріш'яніс (4 червня 1958 — 16 березня 2014) — латвійський академічний веслувальник.
Срібний призер Олімпійських Ігор 1980 року в складі розпашної четвірки зі стерновим.